# 雄阿寒岳
雄阿寒岳（おあかんだけ）は、北海道釧路市阿寒町にある第四紀火山。
麓にはマリモの生育する阿寒湖と阿寒湖畔温泉街が広がる。以前は活火山ではないとされていたが、過去1万年以内に噴火していたことが判明したとして2011年6月7日に活火山に選定された。西方向にそびえる雌阿寒岳は現在も活発に活動している活火山である。雌阿寒岳とともに「阿寒岳」として、深田久弥による日本百名山に掲載されている。

## 特徴
地質は安山岩質の成層火山で溶岩ドームを持つ。阿寒カルデラの後カルデラ火山である。1万4000年前以降に活動が始まった。八合目には1944年（昭和19年）から1946年（昭和21年）まで職員常駐の気象観測所があった。
阿寒湖畔温泉街から雄阿寒岳を見ると、山頂付近から山麓にかけて、地滑りをしたような山肌が露呈している筋を明瞭に確認することができる。これは、1993年1月15日に北海道道東地域を襲った釧路沖地震（マグニチュード7.5）により、雄阿寒岳が裂けた亀裂痕である。
麓から中腹までは、トドマツとアカエゾマツ、ダケカンバを中心とする亜高山帯針葉樹林で覆われ（エゾマツは少ない）、海抜1200m近い「五合目」付近から上部はハイマツ帯となっている。高山植物は、大雪山系や知床の山々に比べるとそれほど豊富ではないが、八合目の気象観測所跡地と山頂の間にはイワブクロなどの小規模なお花畑が見られる。

## 登山
国道240号から入った滝口と呼ばれる地点（阿寒湖唯一の流出河口）に登山口がある。片道約6.7km。
登山口から1合目までに太郎湖と次郎湖がある。また、途中の8合目に旧日本軍の気象観測所跡地がある。

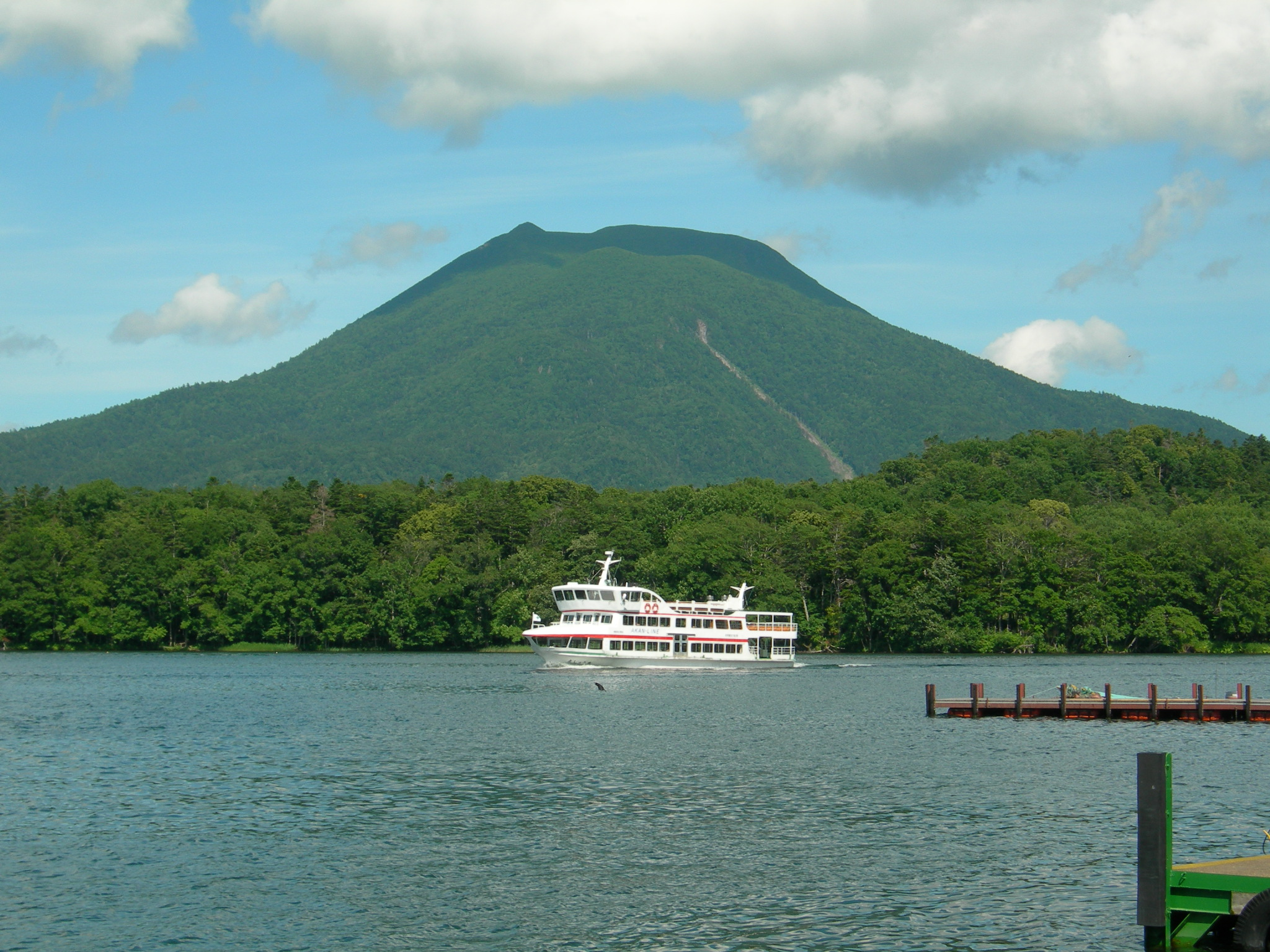
阿寒湖と
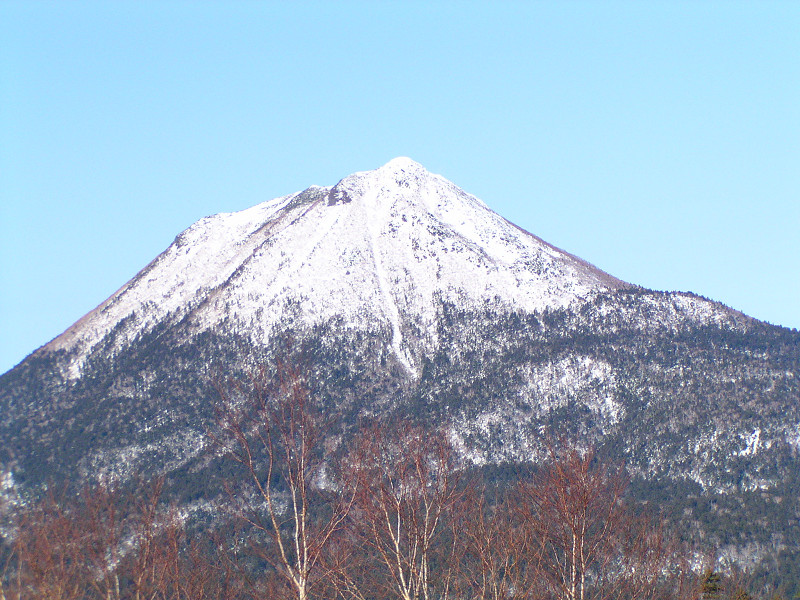
東南東から早秋の雄阿寒岳
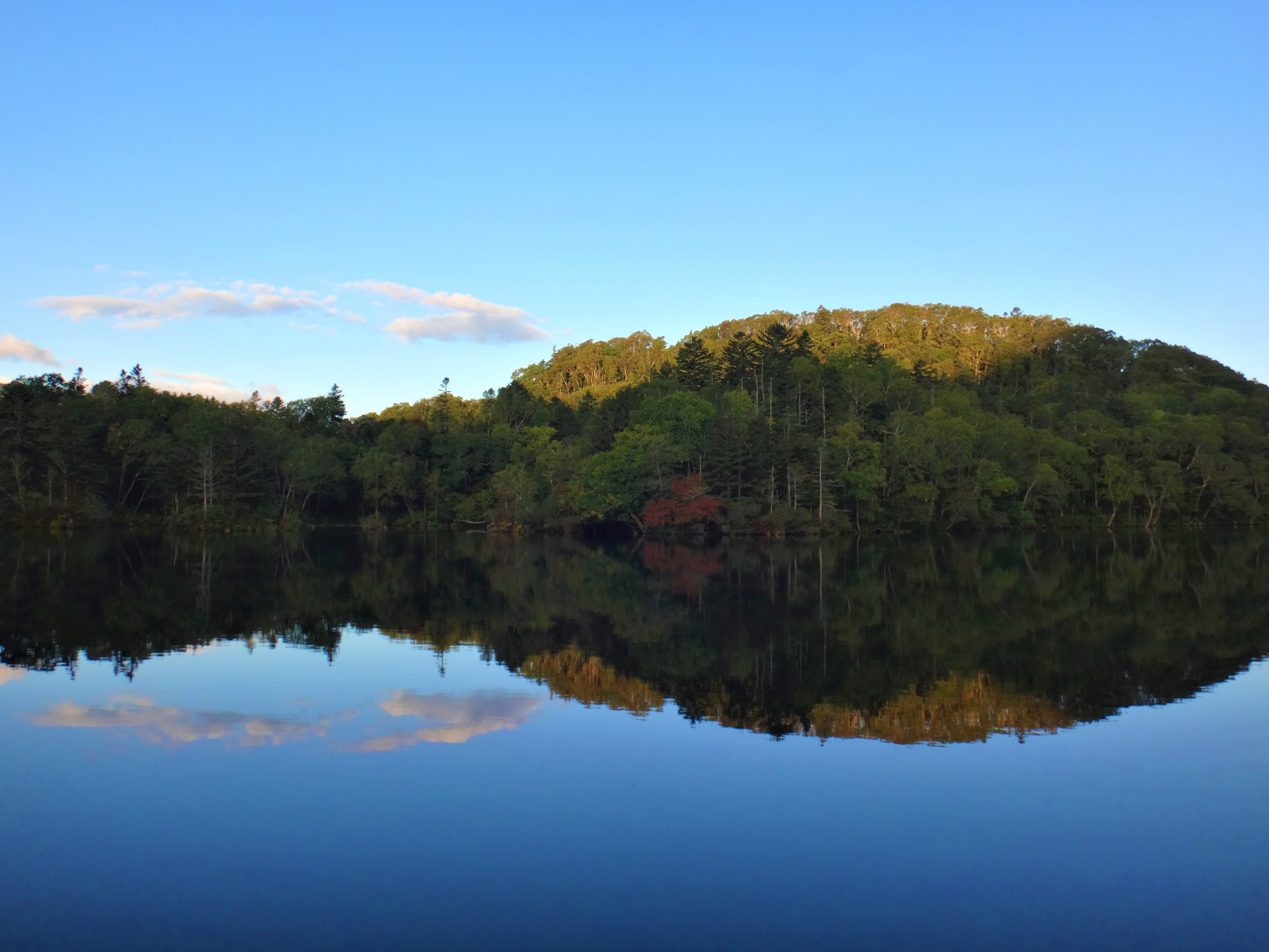
阿寒湖沿いの登山道
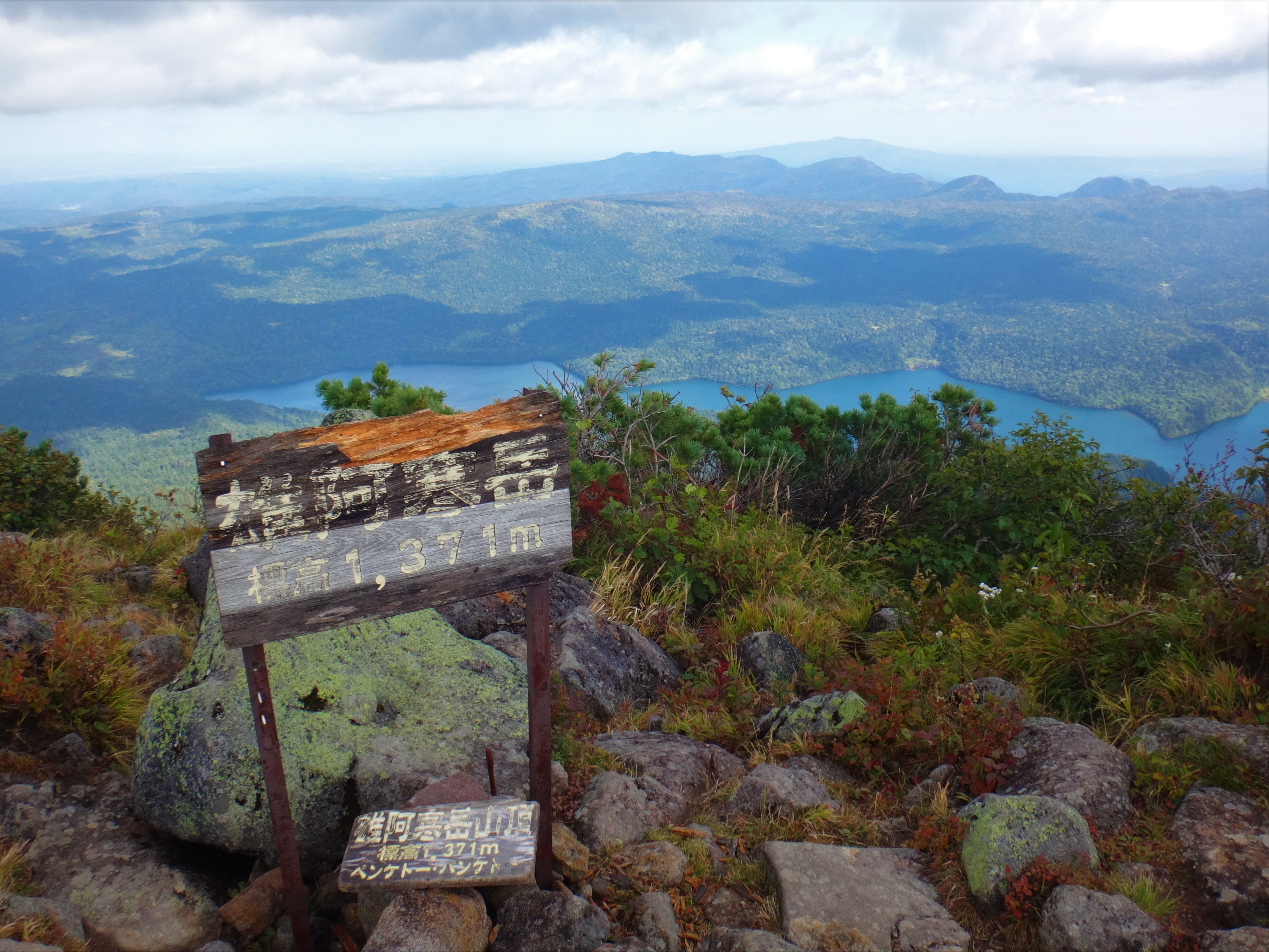
雄阿寒岳山頂からパンケトー
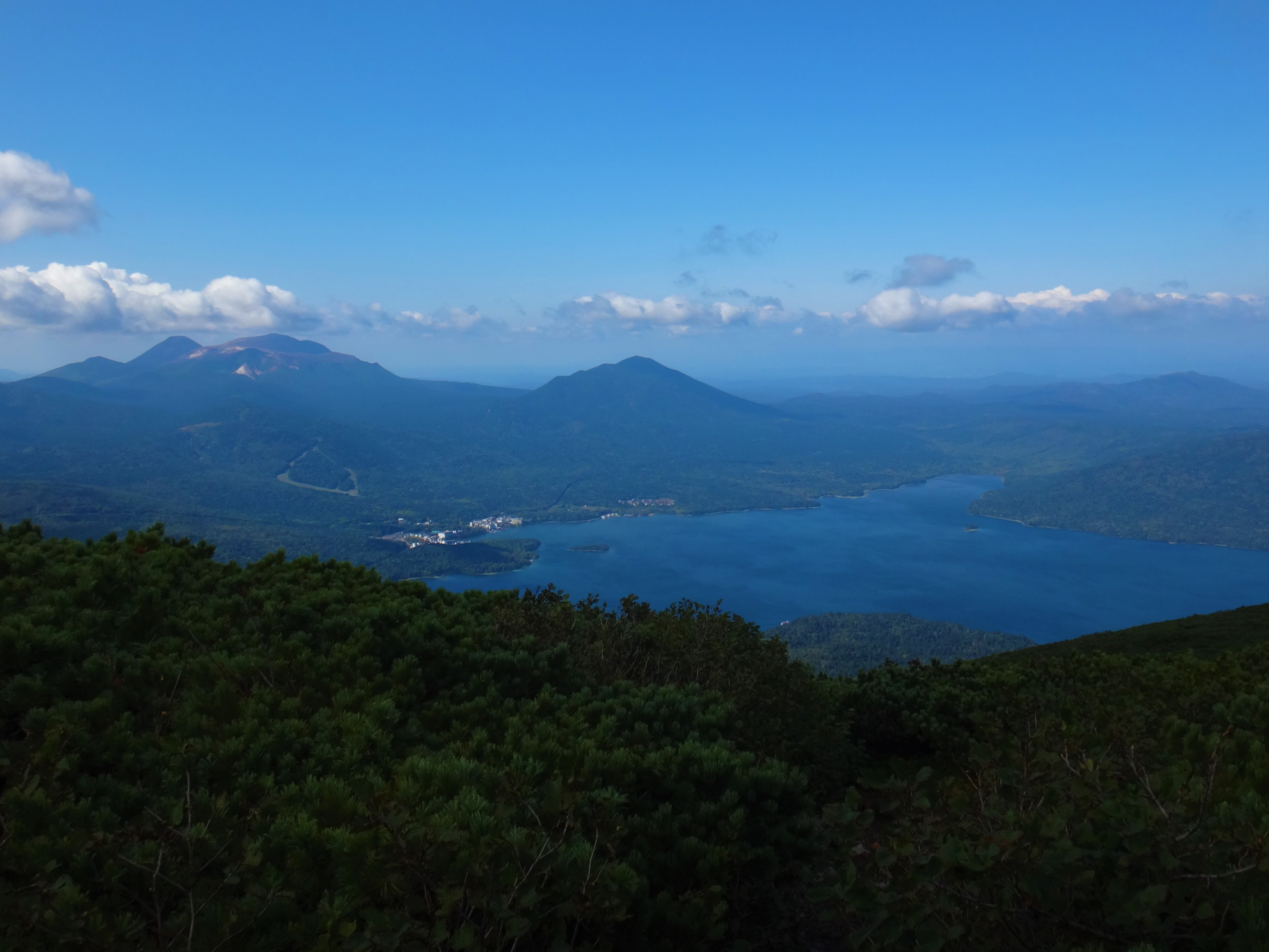
雄阿寒岳から雌阿寒岳と阿寒湖
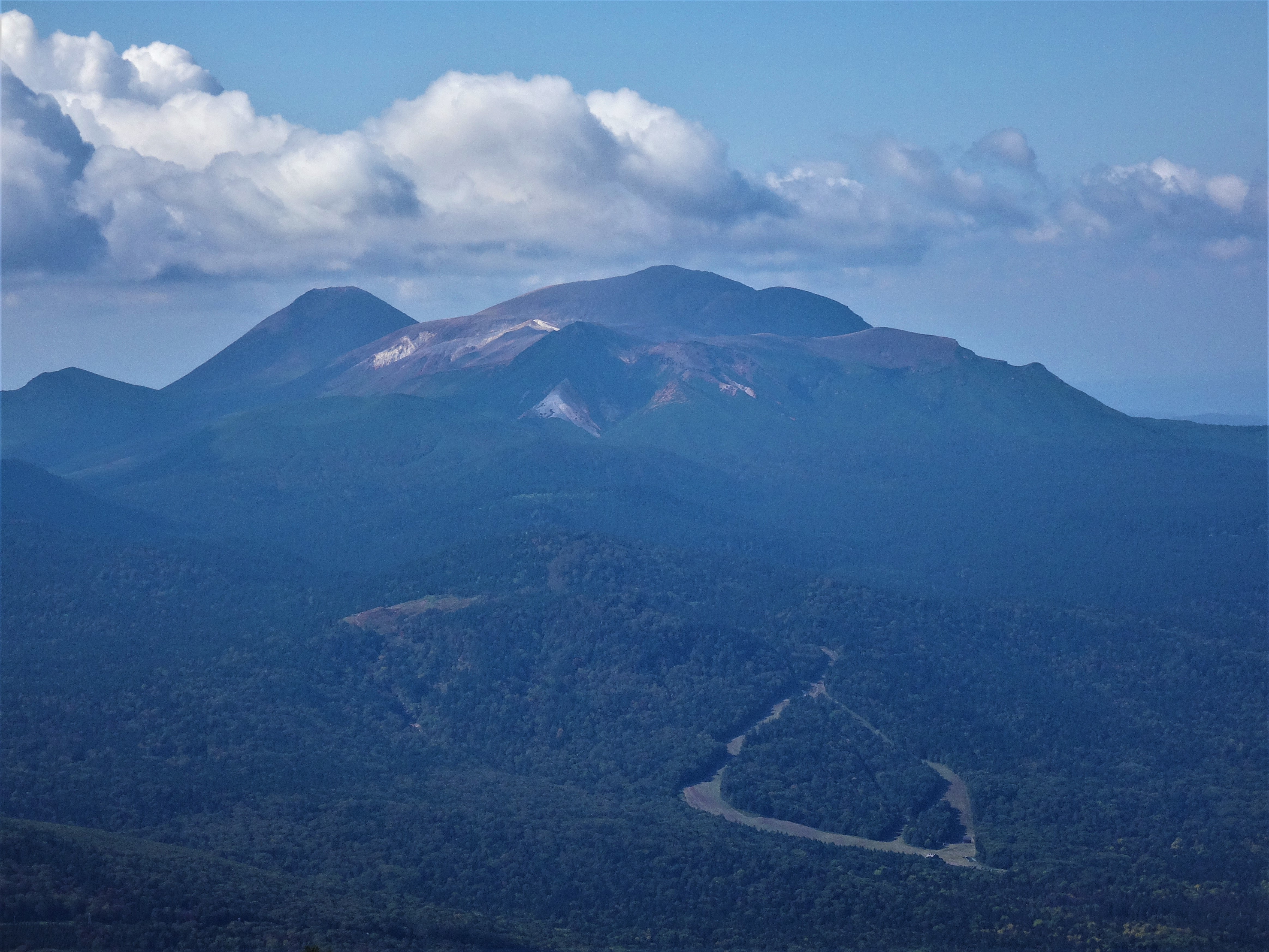
雄阿寒岳からの雌阿寒岳